# Peter Müller (Skirennfahrer)
Peter Müller (* 6. Oktober 1957 in Adliswil) ist ein ehemaliger Schweizer Skirennfahrer.

## Karriere
Müller gewann 1975 mit 18 Jahren zum ersten Mal eine Europacup-Abfahrt. 1977 gab er bei der Abfahrt in Kitzbühel sein Debüt im Weltcup. Am 1. Februar 1979 gewann er zum ersten Mal eine Weltcup-Abfahrt. Er gehörte anschliessend während mehr als einem Jahrzehnt zur Weltspitze in dieser Disziplin. In den Jahren 1979 und 1980 gewann er jeweils den Abfahrtsweltcup. Das Vorurteil, nur auf Strecken gewinnen zu können, die auf seine Fähigkeiten als Gleiter zugeschnitten seien, konnte er spätestens mit dem Sieg am Lauberhorn in Wengen 1980 widerlegen. In der Saison 1980/81 brachte ihn der Sturz in der Lauberhorn-Abfahrt am 24. Januar 1981 um die Chance, die kleine Kristallkugel in seiner Paradedisziplin zu verteidigen. In der Saison 1981/82 hatte er im Abfahrtsweltcup zwar ebenso wie Steve Podborski drei Siege und 115 Punkte erreicht, wurde aber aufgrund der Streichresultate Zweiter.
An den Olympischen Spielen 1984 in Sarajevo gewann Peter Müller die Silbermedaille hinter Bill Johnson. Auch bei den Weltmeisterschaften 1985 wurde er Zweiter, hinter seinem Landsmann Pirmin Zurbriggen, mit dem er in den folgenden Jahren ein Duell auf höchstem Niveau austrug. Müller, dem man bereits den Titel eines «ewigen Zweiten» anhing, triumphierte an den Weltmeisterschaften 1987 in Crans-Montana in dessen Heimatkanton über seinen Konkurrenten und wurde Weltmeister in der Abfahrt. Es war dies der Höhepunkt seiner Karriere. Ein Jahr später an den Olympischen Spielen 1988 in Calgary unterlag er Zurbriggen und holte sich genauso die Silbermedaille wie an den Weltmeisterschaften 1989 in Vail. Müller schaffte es dabei, an fünf aufeinanderfolgenden Grossanlässen jeweils eine Medaille in seiner Paradedisziplin zu gewinnen.
Beim Training zur Abfahrt auf der Saslong in Gröden stürzte Peter Müller am 13. Dezember 1989 und verletzte sich schwer am Knie (Riss von Innen- und Kreuzband sowie beider Menisken). Er kam zwar noch einmal zurück und fuhr zwei weitere Saisons im Weltcup, konnte jedoch nicht mehr an seine früheren Leistungen anschliessen. Am Ende der Saison 1991/92 gab er schliesslich seinen Rücktritt bekannt.
Müller gewann in seiner Laufbahn 24 Weltcuprennen. Mit 19 Siegen in der Abfahrt ist er hinter Franz Klammer (25 Abfahrtssiege) gemeinsam mit Dominik Paris der zweiterfolgreichste Abfahrer der Geschichte. 1982 gewann er den ersten Super-G, der als Weltcupwettbewerb ausgetragen wurde.
Im Jahr 1999 war Peter Müller während vier Monaten Abfahrtstrainer der Schweizer Frauennationalmannschaft. Er ist heute aktiver OL-Läufer und gehört in der Schweiz zu den Besten seiner Altersklasse. Er betrieb eine Immobilienfirma, die um 2006 zahlungsunfähig wurde. 2020 eröffnete er ein Sportgeschäft in Einsiedeln.

## Erfolge

### Olympische Spiele
- Lake Placid 1980: 4. Abfahrt
- Sarajevo 1984: 2. Abfahrt
- Calgary 1988: 2. Abfahrt

### Weltmeisterschaften
- Garmisch-Partenkirchen 1978: 5. Abfahrt
- Schladming 1982: 5. Abfahrt
- Bormio 1985: 2. Abfahrt
- Crans-Montana 1987: 1. Abfahrt
- Vail 1989: 2. Abfahrt

### Weltcupwertungen
Peter Müller gewann zweimal die Disziplinenwertung in der Abfahrt.
| Saison  | Gesamt | Gesamt | Abfahrt | Abfahrt | Super-G | Super-G | Riesenslalom | Riesenslalom | Kombination | Kombination |
| Saison  | Platz  | Punkte | Platz   | Punkte  | Platz   | Punkte  | Platz        | Punkte       | Platz       | Punkte      |
| ------- | ------ | ------ | ------- | ------- | ------- | ------- | ------------ | ------------ | ----------- | ----------- |
| 1976/77 | 24.    | 37     | 21.     | 5       | –       | –       | 16.          | 17           | –           | –           |
| 1977/78 | 36.    | 13     | 18.     | 13      | –       | –       | –            | –            | –           | –           |
| 1978/79 | 15.    | 72     | 1.      | 109     | –       | –       | 39.          | 2            | –           | –           |
| 1979/80 | 9.     | 87     | 1.      | 96      | –       | –       | –            | –            | –           | –           |
| 1980/81 | 5.     | 140    | 3.      | 95      | –       | –       | –            | –            | 3.          | 45          |
| 1981/82 | 4.     | 132    | 2.      | 115     | –       | –       | –            | –            | 13.         | 17          |
| 1982/83 | 7.     | 125    | 7.      | 71      | –       | –       | 15.          | 27           | 7.          | 27          |
| 1983/84 | 24.    | 66     | 14.     | 42      | –       | –       | 30.          | 9            | 11.         | 15          |
| 1984/85 | 4.     | 156    | 2.      | 105     | –       | –       | 46.          | 4            | 3.          | 52          |
| 1985/86 | 4.     | 204    | 2.      | 115     | 5.      | 40      | –            | –            | 6.          | 49          |
| 1986/87 | 9.     | 90     | 2.      | 105     | –       | –       | –            | –            | –           | –           |
| 1987/88 | 9.     | 109    | 5.      | 90      | 19.     | 9       | –            | –            | 9.          | 10          |
| 1988/89 | 12.    | 100    | 6.      | 79      | 18.     | 6       | –            | –            | 8.          | 15          |
| 1989/90 | 107.   | 1      | –       | –       | 33.     | 1       | –            | –            | –           | –           |
| 1990/91 | 63.    | 10     | 23.     | 10      | –       | –       | –            | –            | –           | –           |
| 1991/92 | 81.    | 70     | 27.     | 70      | –       | –       | –            | –            | –           | –           |

### Weltcupsiege
Insgesamt hat Peter Müller 24 Weltcuprennen gewonnen (19 Abfahrten, 2 Super-G, 3 Kombinationen). Dazu kommen 16 zweite Plätze und 11 dritte Plätze.
| Datum             | Ort                | Land        |
| ----------------- | ------------------ | ----------- |
| 1. Februar 1979   | Villars-sur-Ollon  | Schweiz     |
| 16. Dezember 1979 | Gröden             | Italien     |
| 6. Januar 1980    | Pra-Loup           | Frankreich  |
| 19. Januar 1980   | Wengen             | Schweiz     |
| 14. Dezember 1980 | Gröden             | Italien     |
| 27. Februar 1982  | Whistler           | Kanada      |
| 5. März 1982      | Aspen              | USA         |
| 6. März 1982      | Aspen              | USA         |
| 9. März 1985      | Aspen              | USA         |
| 16. März 1985     | Panorama           | Kanada      |
| 8. Februar 1986   | Morzine            | Frankreich  |
| 21. Februar 1986  | Åre                | Schweden    |
| 8. März 1986      | Aspen              | USA         |
| 15. August 1986   | Las Leñas          | Argentinien |
| 28. Februar 1987  | Furano             | Japan       |
| 14. März 1987     | Calgary            | Kanada      |
| 16. Januar 1988   | Bad Kleinkirchheim | Österreich  |
| 12. März 1988     | Beaver Creek       | USA         |
| 9. Dezember 1988  | Gröden             | Italien     |

| Datum             | Ort           | Land       |
| ----------------- | ------------- | ---------- |
| 12. Dezember 1982 | Val-d’Isère   | Frankreich |
| 3. Februar 1986   | Crans-Montana | Schweiz    |

| Datum             | Ort                    | Land        |
| ----------------- | ---------------------- | ----------- |
| 14. Dezember 1980 | Madonna di Campiglio   | Italien     |
| 27. Januar 1985   | Garmisch-Partenkirchen | Deutschland |
| 3. Februar 1986   | Crans-Montana          | Schweiz     |